# Es kommt drauf an, sie zu verändern
Es kommt drauf an, sie zu verändern (Original ... es kommt drauf an, sie zu verändern) ist ein Dokumentarfilm von Claudia von Alemann von 1973 über die Situation von Arbeiterinnen in der Metallindustrie. Er gilt als einer der wichtigsten westdeutschen Dokumentarfilme von und über Frauen in den 1970er Jahren.

## Inhalt
Es werden Tätigkeiten von Arbeiterinnen in drei Metall- und Elektrowerken gezeigt, die dort monotone, kleinteilige und schlecht bezahlte Arbeiten verrichten.
Die Frauen berichten über ihre Situation, auch über die Doppelbelastung in der Familie.
Die Regisseurin kritisiert die strukturelle Benachteiligung und Ausbeutung von Frauen in Beruf und Familie und fordert sie auf, sich durch Protestaktionen zu wehren. Dabei sollten sie auch von ihren männlichen Kollegen unterstützt werden.

## Hintergründe
Claudia von Alemann hatte bereits einige Dokumentarfilme, vor allem  über die Situation von Frauen, gedreht.
Für ihre Aufnahmen in den Adlerwerken Frankfurt, Leitz-Optik in Wetzlar und einer Fabrik in Mannheim musste sie aber Scheinthemen angeben, um Drehgenehmigungen zu bekommen, da die Betriebsleitungen kein Interesse daran hatten, die spezielle Situation der Arbeiterinnen filmen zu lassen, sie bezeichnete dieses später als Wallraffiade.
Der Film wurde zuerst bei den Westdeutschen Kurzfilmtagen in Oberhausen im März 1973 gezeigt, dann wahrscheinlich beim 1. Internationalen Frauenfilmseminar in West-Berlin im November 1973, das von Claudia von Alemann und Helke Sander organisiert wurde, sowie beim Internationalen Dokumentarfilmfestival in Leipzig am 24. November 1974. Außerdem wurde er bei zahlreichen aktivistischen Seminaren und Veranstaltungen aufgeführt.
Es kommt drauf an, sie zu verändern  war der erste westdeutsche Film, der die Situation von Frauen in Betrieben kritisch darstellte, er gilt als einer der wichtigsten Frauendokumentarfilme der 1970er Jahre.
Er wurde auch in späteren Jahrzehnten noch in Programmkinos gezeigt.
Der Titel des Films ist aus der bekannten Feuerbach-These von Karl Marx entnommen Die Philosophen haben die Welt verschieden interpretiert, es kömmt drauf an, sie zu verändern.

## Meinungen
Das Zeughauskino in Berlin beschrieb den Film anlässlich einer Neuaufführung 2023 so:

„Ein kämpferischer Aufklärungsfilm über die Arbeit von Frauen in der Metall- und Elektroindustrie (...) , der neben der wirtschaftlichen Ausbeutung auch die gesamtgesellschaftliche Unterdrückung von Frauen beschreibt sowie deren fehlende Selbstorganisation. Kritisiert wird die mangelnde Unterstützung durch die männlich dominierten Gewerkschaften. Der Marginalisierung der Frauen und ihrer scheinbar passiven Haltung stellt Claudia von Alemanns aktivistischer Film Solidarisierungsprozesse und Handlungsmöglichkeiten gegenüber (...)  In den siebziger Jahren lief … es kommt drauf an, sie zu verändern deshalb auch oft im Rahmen der Agitation für arbeitspolitische Kämpfe. (...)“